# Вежа Рател
Вежа Рател — суцільнометалева просторова ґратована висотна споруда висотою 138 метрів. За різними джерелами була побудована в період з 1950 по 1955 роки з метою "глушіння" іноземного радіомовлення. На момент побудови була одною з найвищих веж України, після першої Київської телевежі.

## Опис
Радіовежа збудована 1950 року для розміщення на ній ретрансляторів. Вежа і допоміжні споруди при ній знаходяться на горі Щекавиця за адресою Олегівська, 34-б. Висота на якій стоїть вежа — 150 м над рівнем моря.
Наразі з вежі ведеться трансляція багатьох радіостанцій Києва.

## Радіомовлення
Радіостанції які мовлять з цієї вежі
- 67.28 — Світле радіо Еммануїл
- 92.4 — Classic Radio
- 92.8 — Радіо Чемпіон
- 93.8 — Magic Radio
- 94.2 — Радіо MAXIMUM
- 95.2 — Мелодія FM
- 96.4 — Хіт FM
- 101.1 — Радіо «П'ятниця»
- 101.5 — Radio Relax
- 103.1 — Люкс FM
- 103.6 — Radio ROKS
- 104.6 — Radio Jazz
- 106.0 — Радіо Ми — Україна
- 106.5 — Kiss FM
- 107.0 — Європа Плюс
- 107.4 — Авторадіо
- 107.9 — Наше Радіо

## В холодну війну
В радянські часи (до 1988 року) вежа слугувала «глушилкою» іноземних радіотрансляцій.